# Leutpriester
Ein Leutpriester (übersetzt aus lateinisch Plebanus; von mittelhochdeutsch liut für lateinisch plebs) oder Pleban war ein Priester, der eine Stelle mit pfarrlichen Rechten (plebes, Pfarrkirche oder Pfründe) tatsächlich besetzte. Er konnte Pfarrer sein, die Seelsorge im Auftrag des Besitzers der Pfarrrechte ausführen oder den (amtsunfähigen) Pfarrer vertreten. Er war in der Regel Weltpriester, unterstand also im Gegensatz zu Klerikern, die einem Kloster oder einer Herrschaft dienten und von diesen abhängig waren, dem Ortsbischof.
Wie der Sprachwissenschaftler Konrad Kunze anhand von hoch- und spätmittelalterlichen Handschriften zeigen konnte, blieb der seit dem 13. Jahrhundert belegte Ausdruck liutpriester auf den südwestlichen deutschen Sprachraum beschränkt, während in anderen Regionen Pfarrer üblich war. Die mittellateinische Bezeichnung Pleban ist in anderen Sprachen die Übersetzung für Pfarrer geworden (z. B. italienisch pievano, polnisch pleban).
Seit dem 14. Jahrhundert wurden viele Großpfarreien aufgeteilt. Sie erhielten ihre eigenen (oft von der Dorfgemeinschaft finanzierten) Pfarrer. Dadurch verschwand der Begriff Leutpriester langsam aus dem Sprachgebrauch; er ist aber noch bis Anfang des 19. Jahrhunderts belegt.